# うだつまる
うだつまるは、徳島県美馬市の美馬市観光協会のマスコットキャラクターである。
2018年4月1日より、美馬市観光協会は、美馬観光ビューローとなり、うだつまるも、美馬観光ビューローのマスコットキャラクターになる。

## 沿革
- 2010年07月01日 - 美馬市観光協会のマスコットキャラクターが「うだつまる」に決定する。
- 2010年10月04日 - 着ぐるみを作成する。
- 2011年11月26日 - ゆるキャラグランプリ2011に参加し272位となる。
- 2012年02月15日 - NTTドコモが3Dマチキャラアニメ「うだつまる」を配信。
- 2012年09月 - ゆるキャラグランプリに参加し68位となる。
- 2012年10月 - うだつまるの年賀状ソフトが完成。
- 2013年03月27日 - 美馬市立脇町図書館の貸し出し袋にうだつまるが採用される。
- 2013年08月06日 - ご当地キャラ総選挙の中国・四国ブロックで3位（36543ポイント）となる。同ブロック1位のことちゃんは、全国で3位（6698ポイント）であった。
- 2013年11月24日 - ゆるキャラグランプリに参加し、全国67位になる。